# Quintanilla del Monte (Benavides)
Quintanilla del Monte es una localidad española perteneciente al municipio de Benavides, en la provincia de León, comunidad autónoma de Castilla y León.
El pueblo está emplazado a unos 830 metros de altitud.
Está distribuido en dirección a la línea que forma la carretera que une Gavilanes y San Feliz de las Lavanderas.
La fiesta se celebra el primer fin de semana de octubre, en honor a la Virgen del Rosario, en dicha fiesta destaca el desfile de carrozas que se realiza el domingo y que recibe una afluencia masiva de los habitantes de los pueblos de los alrededores. También celebran el Corpus Christi y San Claudio (patrono de la parroquia). El párroco actual (2020) es don Ramiro, residente en Santa Marina del Rey.
La localidad tiene dos bares, un pequeño supermercado y casa cultural. Es conocido en toda la comarca el sector de la construcción, en el que muchos pequeños autónomos realizan construcción y reforma de viviendas.
Los alumnos de Quintanilla del Monte disponen de una escuela vinculada orgánicamente al Colegio Rural Agrupado de Armellada en el municipio de Turcia. 

## Demografía
En 2016 está habitado por 439 personas, 220 varones y 219 mujeres (INE), aunque muchas otras ocupan la aldea en fechas vacacionales. 
| Gráfica de evolución demográfica de Quintanilla del Monte (León) entre 2000 y 2016               |
|                                                                                                  |
| Población de derecho (2000-2010) según los censos de población del INE a 1 de enero de cada año. |